# رود أرنولد
رود أرنولد (بالإنجليزية: Rod Arnold)‏ (3 يونيو 1952 بولفرهامبتن في المملكة المتحدة - ) هو لاعب كرة قدم بريطاني في مركز حراسة المرمى. لعب مع وولفرهامبتون واندررز ونادي مانسفيلد تاون.